# Jesion amerykański
Jesion amerykański (Fraxinus americana L.) – gatunek drzewa z rodziny oliwkowatych, występującego we wschodniej części Ameryki Północnej w lasach od Nowej Szkocji i Minnesoty na północy po Florydę i Teksas na południu. Jest także uprawiany.